# Ashbākh
Ashbākh (persiska: Hasht Bākh, اشباخ, بگوند, بگ وند) är en ort i Iran.   Den ligger i provinsen Kermanshah, i den västra delen av landet, 400 km sydväst om huvudstaden Teheran. Ashbākh ligger 1 614 meter över havet och antalet invånare är 428.
Terrängen runt Ashbākh är kuperad, och sluttar västerut.Runt Ashbākh är det ganska tätbefolkat, med 144 invånare per kvadratkilometer. Närmaste större samhälle är Sarāb-e Sar Fīrūzābād, 10,9 km norr om Ashbākh. Trakten runt Ashbākh består till största delen av jordbruksmark.